# Théâtre Hébertot

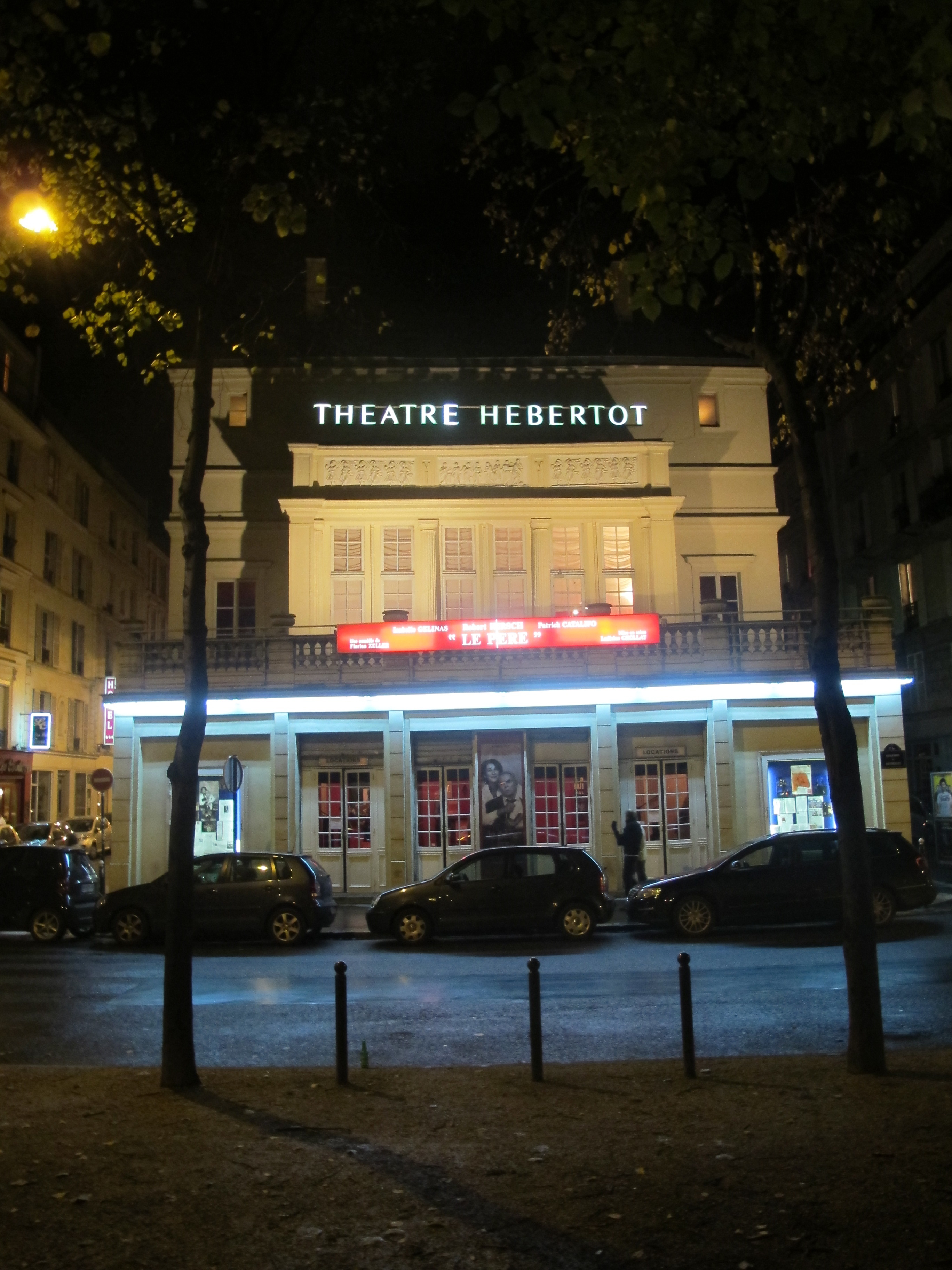
Das Théâtre Hébertot bei Nacht

Das Théâtre Hébertot ist ein privates Theater auf dem Boulevard des Batignolles im 17. Arrondissement von Paris. Das Haus besteht seit über 180 Jahren und wird seither unter wechselnden Namen, erst als théâtre des Batignolles über théâtre des Arts bis zum heutigen théâtre Hébertot, fast ununterbrochen bespielt.

## Thèâtre des Batignolles
Das erste Theater in Batignolles, einem damaligen Vorort von Paris, wurde 1816 in der Rue Lamandé von den Gebrüdern Seveste gegründet und war sehr einfach in Bauweise und Ausstattung. Nachdem 1830 die Gemeinden Batignolles und Monceaux zusammengelegt worden waren, wurde auf Veranlassung des Innenministers den Brüdern Sevestre erlaubt, ein neues Theater anstatt des vorherigen zu bauen. Gleichzeitig wurde von einem Konkurrenten, mit Genehmigung des Bürgermeisters, in der Rue Lemercier ein weiteres Theater gebaut. Der Betrieb wurde aber 1833 untersagt, da die ministerielle Erlaubnis fehlte. Erst im Jahr 1837 erteilte das Innenministerium die Erlaubnis für den Bau eines weiteren Theaters. Im selben Jahr erfolgte die Gründung des Theaters als Kommanditgesellschaft unter dem Namen Théâtre des Batignolles-Monceaux. Erst dann wurde der Neubau errichtet, in dem sich das Theater bis heute, allerdings unter neuem Namen, befindet. Die Leitung übernahmen die Brüder Sevestere, die sie bis 1857 innehaben sollten. Nach mehreren Wechseln der Leitung folgte 1886 die Insolvenz der Theatergesellschaft. Eine neue Direktion, die gleichzeitig auch das Théâtre Montmartre betrieb, übernahm die Geschäfte. Das Theater bestand aber noch bis 1906.
Das Repertoire reichte über zeitgenössische Dramen bis zur komischen Oper und Aufführungen von Vaudevilles. So wurden Stücke von Ernest Grenet-Dancourt., François Coppée, Anaïs de Bassanville, Louise Michel, Auguste Anicet-Bourgeois und Honoré de Balzac. aufgeführt. Spätere Größen wie Marcelle Lender debütierten hier.
Im Batignolle wurden auch Versammlungen abgehalten. So hielt beispielsweise Jean Jaurès eine Konferenz ab, die sich mit dem Werk Travaille von Émile Zola auseinandersetzt.
Zur Blütezeit in den 1880er-Jahren wurde im Magazin Le Parnasse das Batignolles als eines der besten Vorstadttheater mit exzellenten Schauspielern bezeichnet.

## Théâtre des Arts
Für das Théâtre des Arts wurde der Saal komplett erneuert. Die Wiedereröffnung 1907 unter dem neuen Namen fand einigen Widerhall. Nicht nur wurde das Stück Un Roi sans Couronne von Saint-Georges de Bouhélier besprochen, sondern auch die neue Einrichtung und Staffage, sowie die Eintrittspreise. Eine Kritik im Magazin Touche à tout beschrieb das Théâtre des Arts als ein kleines Theater (als Nachfolger des Batignolles), das noch ein Geheimtipp sei.
Auch wenn am Anfang Bouhélier und Jules Lemaître gegeben wurde, wurden aber nunmehr überwiegend Komödien aufgeführt oder auch reine Musikaufführungen gegeben und es ließ sich, so eine positive Kritik, kein Vergleich zum vormaligen Théâtre des Batignolles mehr herstellen. Dazu trugen auch die Kunstausstellungen in den Räumen des Theaters bei an denen unter anderen René Piot und Maxime Dethomas teilnahmen.
Trotz allem waren Namen wie Sacha Guitry, Edwige Feuillère und Georges Pitoëff mit dem Téâtre des Arts verbunden und 1937 wurde der 100. Geburtstag des Hauses gefeiert.

## Théâtre Hébertot
Das Theater wurde 1940 vom Dramatiker Jacques Hébertot übernommen. Das Theater trug nach der Übernahme dann zuerst den Namen Théâtre des Arts – Hérbetot. Hébertot führte das Haus dann auch bis zu seinem Tode im Jahr 1972. Nach einigen Personalwechseln übernahm 1982 Jean-Laurent Cochet das Hébertot aber lediglich für zwei Jahre. Auch Philippe Caubère versuchte sich in den 80er-Jahren mit zwei Inszenierungen. Zum Ensemble zählten unter vielen anderen Jean Rochefort, Jean-Claude Brialy oder Odile Versois.
Obwohl das Gebäude seit 1974 unter Denkmalschutz steht, wurde um 2009 ein Umbau vorgenommen, bei dem neben dem großen Saal mit 630 Plätzen ein kleiner Saal, das Petit-Hébertot, mit weiteren 110 Sitzplätzen eingerichtet wurde.